# Bernt Santesson

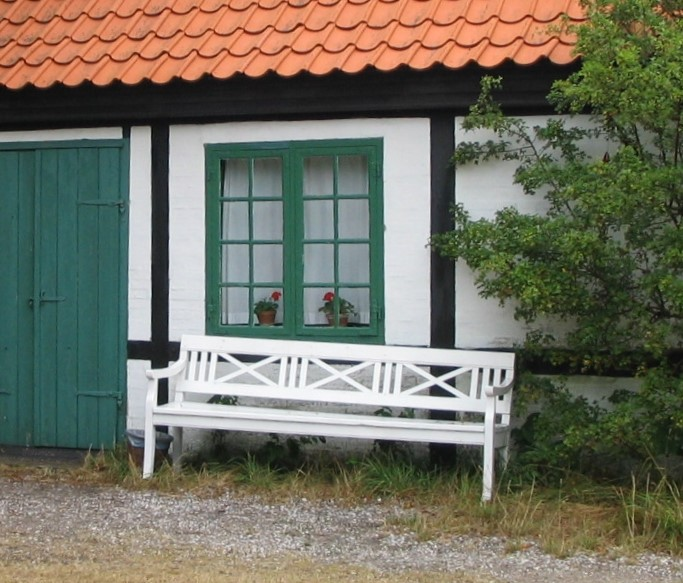
Trädgårdssoffa modell Drachmann, utanför Drachmanns hus i Skagen.

Bernt Santesson, född i Ålborg i Danmark, är en dansk formgivare.
Bernt Santesson utbildade sig till litografisk konstnär och grafisk formgivare. Han har arbetat på reklambyråer i Köpenhamn, Herning och Ålborg och driver idag designstudion Santesson Grafiska Arkitekter i Ålborg.  Han har bland annat formgivit Drachmann-serien trädgårdsmöbler i trä för möbelföretaget Skagerak i Ålborg. Dessa möbler började tillverkas omkring 1985. Inspiration för modellerna kom från en målning av Drachmanns hus i Skagen, tidigare fritidshus för Holger Drachmann.